# Hologymnosus doliatus
Hologymnosus doliatus är en fiskart som först beskrevs av Lacepède, 1801.  Hologymnosus doliatus ingår i släktet Hologymnosus och familjen läppfiskar. IUCN kategoriserar arten globalt som livskraftig. Inga underarter finns listade i Catalogue of Life.